# Klaus Dieter Kohl
Klaus Dieter Kohl ist ein Brigadegeneral außer Dienst des Heeres der Bundeswehr. Er war in letzter Verwendung Assistant Chief of Staff J9 im Allied Joint Force Command Naples der NATO.

## Militärische Laufbahn
2009 leitete Kohl als Oberst im Generalstabsdienst die Abteilung II des damaligen Zentrums für Transformation der Bundeswehr, das 2012 in das Planungsamt der Bundeswehr umbenannt und umgegliedert wurde. 2015 war er als Oberst i. G. Referatsleiter SE II 5 „Militärpolitik Grundsatzangelegenheiten, Internationale Interessenvertretung Generalinspekteur“ der Abteilung Strategie und Einsatz im Bundesministerium der Verteidigung. Später war Kohl, im temporären Dienstgrad eines Brigadegenerals, Branch Head Education and Training im Supreme Allied Commander Transformation der NATO in Norfolk, Virginia/Vereinigte Staaten. bevor er im Januar 2020 dort eine Verwendung als Innovation Champion antrat. Im Anschluss wurde er als Assistant Chief of Staff J9 im Allied Joint Force Command Naples der NATO in Neapel (Italien) eingesetzt. Im Oktober 2024 trat Kohl in den Ruhestand.